# Antiochos II
Antiochos II Theos, född 286, död i juli 246 f.Kr., son till Antiochos I och prinsessan Stratonike (dotter till Demetrios Poliorketes). Medregent från år 268 f.Kr. och år 261 f.Kr. efterträdde han sin far som seleukidisk kung och blev i sin tur efterträdd av Seleukos II vid sin egen död.

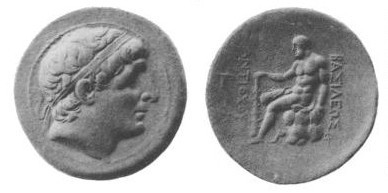
Antiochos II